# Municipio de Reilly (Pensilvania)
El municipio de Reilly (en inglés: Reilly Township) es un municipio ubicado en el condado de Schuylkill en el estado estadounidense de Pensilvania. En el año 2000 tenía una población de 802 habitantes y una densidad poblacional de 19 personas por km².

## Geografía
El municipio de Reilly se encuentra ubicado en las coordenadas 40°38′12″N 76°22′35″O / 40.63667, -76.37639.

## Demografía
Según la Oficina del Censo en 2000 los ingresos medios por hogar en la localidad eran de $28,646 y los ingresos medios por familia eran $40,500. Los hombres tenían unos ingresos medios de $31,667 frente a los $21,094 para las mujeres. La renta per cápita para la localidad era de $13,888. Alrededor del 10,6% de la población estaban por debajo del umbral de pobreza.